# Xian autonome dong de Sanjiang
Le xian autonome dong de Sanjiang (chinois : 三江侗族自治县 ; pinyin : sānjiāng dòngzú zìzhìxiàn) est un district administratif de la région autonome zhuang du Guangxi en Chine. Il est placé sous la juridiction de la ville-préfecture de Liuzhou.
Le nom de la ville même de Sanjiang signifie « les trois rivières », en référence aux trois rivières qui l'embrassent : Men Jiang, Rong Jiang, Xun Jiang. Longsheng est à environ 65 km à l'est.
C'est un district montagneux dont le taux de couverture forestière est de 77,44 %, ce qui le place au premier rang parmi les 5 districts autonomes de l'ethnie dong.

## Démographie
La population du district s'élevait à 297 244 habitants en 2010 selon le recensement officiel,.

## Sites touristiques proches

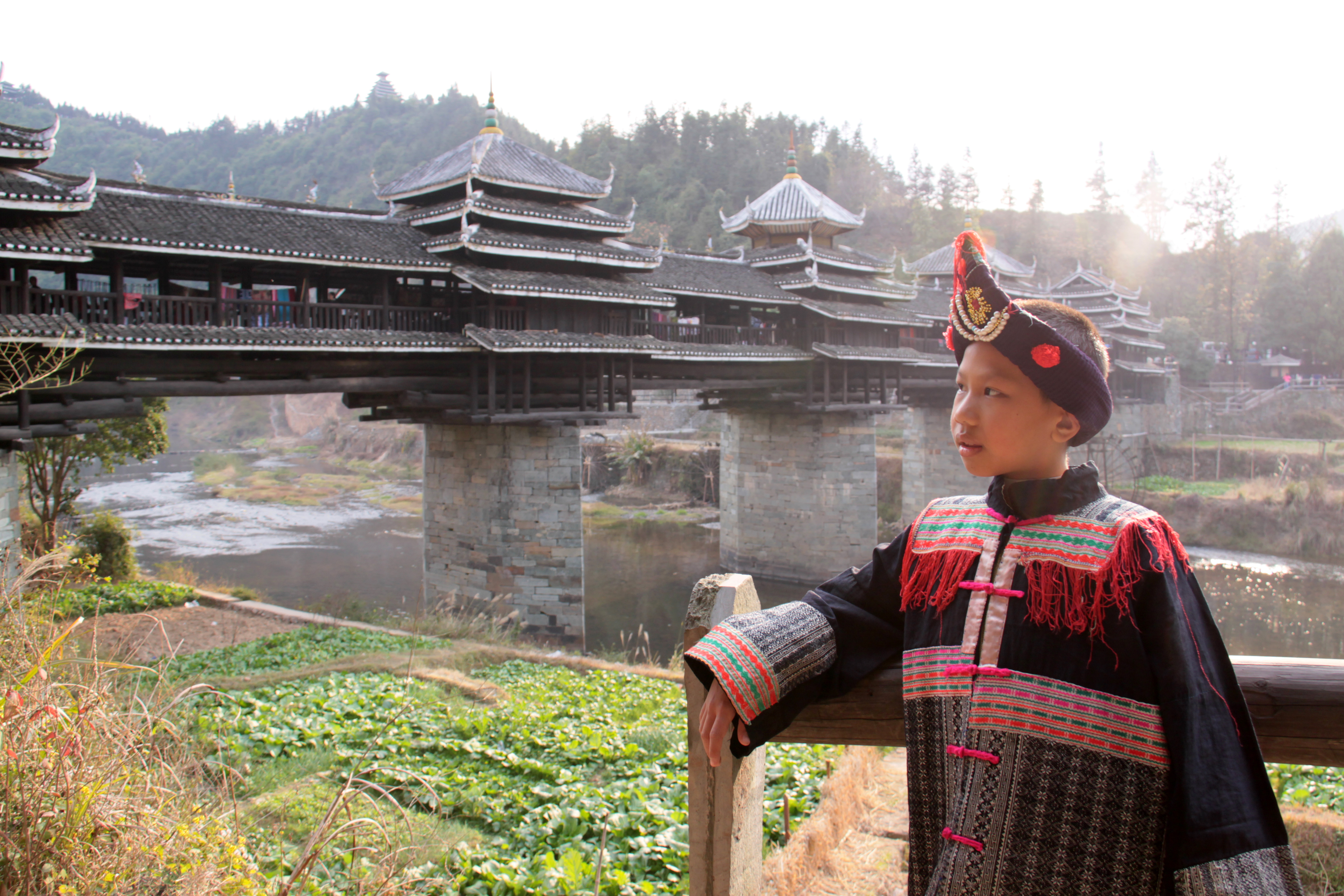
Une Dong devant le point Yongji de Chengyang

- Linxi, pour son marché, 18 km au nord,
- Huit villages Chengyang (程阳八寨, chéngyáng bā zhài), (程阳), pour leur Pont Yongji de Chengyang (程阳永济桥, chéngyáng yǒngjì qiáo), également appelé pont du Vent et de la Pluie, (程阳风雨桥, chéngyáng fēngyǔ qiáo. Chaque village dong environnant possède son propre pont, qui relie le village à l'extérieur, et protège du vent et de la pluie. Chaque pont est un monumental pont couvert en bois, sans métal, sur piles en pierres, qui sert de passage à pied, et de lieu de vie. Celui des villages Chengyang, de plus de 80 m de long, œuvre de plus de dix ans, est classé au patrimoine historique de la Chine. Le village accueillant organise des spectacles de chants et danses.
- Le pont de Batuan (zh) (chinois : 岜团桥), inscrit sur la 5e liste des sites historiques et culturels majeurs nationaux de la République populaire de Chine pour le Guanxi sous la référence 5.378 ;
- la Tour des tambours de Mapang (zh), inscrite sur la 6e liste des monuments nationaux de la République populaire de Chine pour le Guangxi sous le numéro 6.1024),

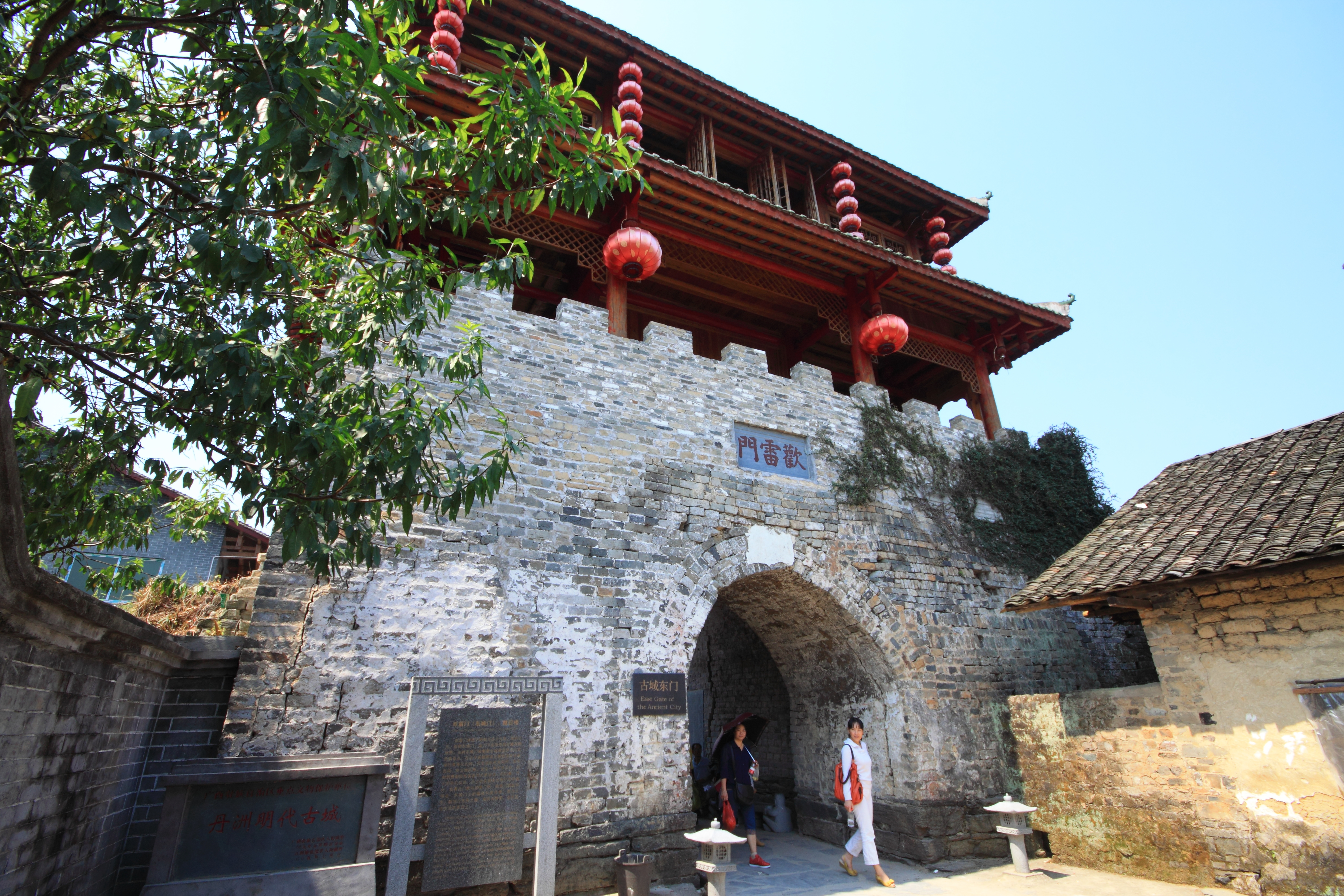
Ville ancienne de Danzhou

- Le ville ancienne fortifié de Danzhou (zh) (丹洲古城, dānzhōu gǔchéng), classée sur la liste des monuments historiques du Guangxi.
- les villages de Dudong, Gioding, Linlue, Batuan...

## Personnalités
- Wu Hongfei, journaliste, romancier, et chanteur rock,